# Ceuthospora rhododendri
Ceuthospora rhododendri är en svampart som beskrevs av Grove 1935. Ceuthospora rhododendri ingår i släktet Ceuthospora och familjen Phacidiaceae.   Inga underarter finns listade i Catalogue of Life.